# 科拉里斯
0°56′13″S 48°16′55″W / 0.93694°S 48.28194°W
科拉里斯（葡萄牙語：Colares）是巴西帕拉州的市鎮，位於該國北部，始建於1961年12月29日，面積610平方公里，2010年人口11,382，該城鎮人口密度每平方公里18.67人。